# Hemileuca californica
Hemileuca californica är en fjärilsart som beskrevs av W.G.Wright 1888. Hemileuca californica ingår i släktet Hemileuca och familjen påfågelsspinnare. Inga underarter finns listade i Catalogue of Life.